# Katja Višnar
Katja Višnar, slovenska smučarska tekačica, * 21. marec 1984, Bled.
Višnarjeva kot članica slovenske A reprezentance v smučarskem teku redno nastopa na tekmah za Svetovni pokal od leta 2001. Najboljše rezultate dosega v šprintih, kjer je v sezoni 2010/11 dosegla svojo najboljšo uvrstitev in sicer drugo mesto v prostem šprintu v Ribinsku. Skupaj z Vesno Fabjan sta dosegli tudi precej odmevnih rezultatov v ekipnem šprintu.
Njena najboljša uvrstitev na Svetovnih prvenstvih je 26. mesto, ki ga je dosegla v Liberecu leta 2009.
Na Olimpijskih igrah v Vancouvru 2010 je v šprintu med posameznicami dosegla 16., v ekipnem 11., štafetni preizkus pa končala na 16. mestu.

## Sezona 2015
Uvod v sezono je bil za Katjo odličen, saj je že na prvi tekmi dosegla drugo mesto. Pred njo je bila le Marit Björgen.